# ألفريدو زواني
ألفريدو زواني (بالإسبانية: Alfredo Zuany)‏ مواليد 21 يوليو 1934 في سيوداد خواريز، ولاية شيواوا، المكسيك، هو ملاكم محترف مكسيكي سابق صنّف ضمن فئة الوزن الثقيل.

## إحصائيات
خاض خلال مسيرته 38 نزالا، فاز في 34 وتعادل في 1 وخسر في 3. فاز بالضربة القاضية في 21 نزالا.

## روابط خارجية
- ألفريدو زواني على موقع بوكس ريك (الإنجليزية) (registration required)